# Lista lui Schindler (film)
Lista lui Schindler este un film american din 1993 despre Oskar Schindler, un afacerist german care salvează viața a peste o mie de evrei de origine poloneză în timpul Holocaustului angajându-i în fabricile sale. Filmul a fost regizat de Steven Spielberg și a fost bazat pe romanul Schindler's Ark scris de romancierul australian Thomas Keneally. Are în rolurile principale pe Liam Neeson în rolul lui Schindler, Ralph Fiennes în rolul ofițerului SS Amon Göth și Ben Kingsley în rolul contabilului evreu al lui Schindler, Itzhak Stern. Întreg filmul este filmat în alb-negru de către cameramanul Janusz Kaminski.
Filmul a fost un succes de casă și câștigător a șapte Premii Oscar, inclusiv Cel mai bun film, Cel mai bun regizor si Cea mai bună coloană sonoră, precum și alte premii (7 Premii BAFTA și 3 Globuri de Aur). În 2007, Institutul American de Film a plasat acest film pe locul 8 în lista "Cele mai bune 100 de filme americane din istorie". Este considerat de critici drept unul dintre cele mai bune filme făcute vreodată.

## Distribuție
- Liam Neeson - Oskar Schindler
- Ben Kingsley - Itzhak Stern
- Ralph Fiennes - Amon Goeth
- Caroline Goodall - Emilie Schindler
- Jonathan Sagall - Poldek Pfefferberg
- Embeth Davidtz - Helen Hirsch
- Mark Ivanir - Marcel Goldberg
- Beatrice Macola - Ingrid
- Andrzej Seweryn - Julian Scherner
- Jerzy Nowak - investitor
- Norbert Weisser - Albert Hujar
- Anna Mucha - Danka Dresner
- Piotr Polk - Leo Rosner
- Rami Heuberger - Joseph Bau
- Hans-Jörg -smann - Julius Madritsch
- Hans-Michael Rehberg - Rudolf Höß
- Daniel Del Ponte - Josef Mengele